# Babylon (Nowy Jork)
Babylon – miasto w Stanach Zjednoczonych, w stanie Nowy Jork, w hrabstwie Suffolk.